# مارتین زوبیمندی
مارتین زوبیمندی (انگلیسی: Martín Zubimendi؛ زادهٔ ۲ فوریهٔ ۱۹۹۹) بازیکن فوتبال اهل اسپانیا است که در پست هافبک برای باشگاه فوتبال آرسنال و تیم ملی اسپانیا بازی می‌کند.
از باشگاه‌هایی که در آن بازی کرده‌است می‌توان به باشگاه فوتبال رئال سوسیداد اشاره کرد.
وی همچنین در تیم‌های ملی فوتبال زیر ۱۷ سال اسپانیا، زیر ۱۹ سال اسپانیا، زیر ۲۱ سال اسپانیا، زیر ۲۳ سال اسپانیا، و اسپانیا بازی می کند. 